# Alpenandoorn
De alpenandoorn (Stachys alpina) is een vaste plant, die behoort tot de lipbloemenfamilie. De soort komt van nature voor in Zuid- en Midden-Europa tot in de Kaukasus en Noord-Iran. De alpenandoorn staat op de Nederlandse Rode lijst van planten als een soort die in Nederland zeer zeldzaam en stabiel of toegenomen is. Het aantal chromosomen is 2n = 30.
De plant wordt 25 - 60 cm hoog en heeft een kruipende wortelstok. De rechtopstaande tot opstijgende, vierkante, vaak violetkleurige stengel is viltig behaard en bovenaan beklierd. De stengel is onderaan 5 mm dik. De donkergroene, 5-18 cm lange en 3-9 cm brede, breedlancetvormige tot eironde bladeren zijn dicht bezet met korte, aanliggende haren. Ze hebben een afgeronde of hartvormige voet en een 1-5 cm lange bladsteel. De bladrand is gekarteld, stomp getand of fijn tot grof gezaagd.
De plant bloeit van juni tot in augustus met behaarde, 1,5-2 cm grote, donkerpaarse of soms geel aangelopen bloemen, die met twaalf tot twintig bloemen in een bebladerde aar met schijnkransen staan. De steelblaadjes zijn meer dan half zo lang als de donkerpurpere tot bruinpaarse, 6-12 mm lange kelk. De kelkbuis is ongeveer 6 mm lang. De kelktanden zijn zeer ongelijk. De bovenlip is 5 mm en de onderlip 9 mm lang.
De vrucht is een splitvrucht. De grijsbruine deelvruchten zijn 2,5-3 mm lang en hebben een buitenkant met zeer fijne groeven.

## Voorkomen
De alpenandoorn komt voor op vochtige, kalkrijke, leemhoudende grond in bossen, bosranden en kapvlakten.

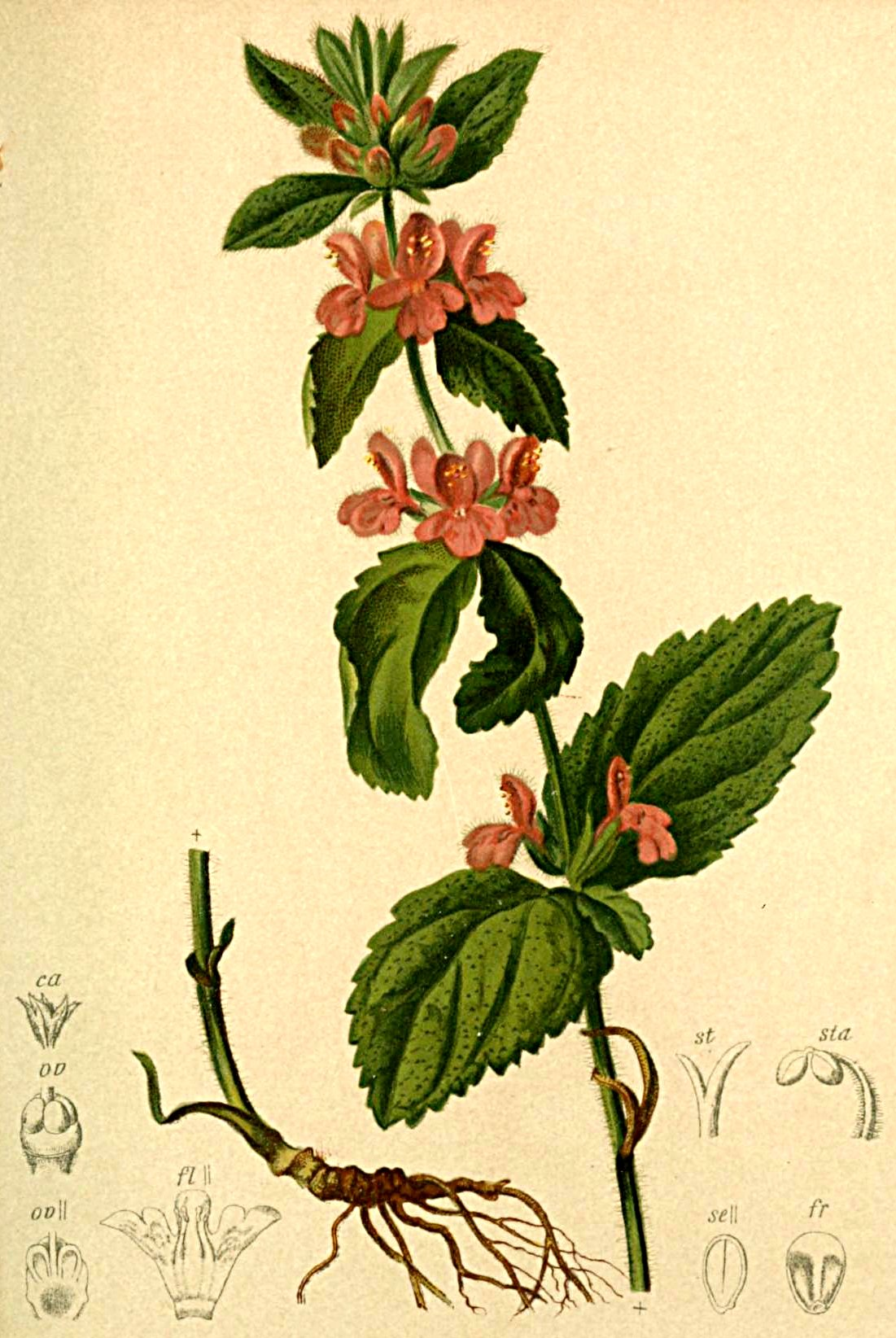
Alpenandoorn in Atlas der Alpenflora
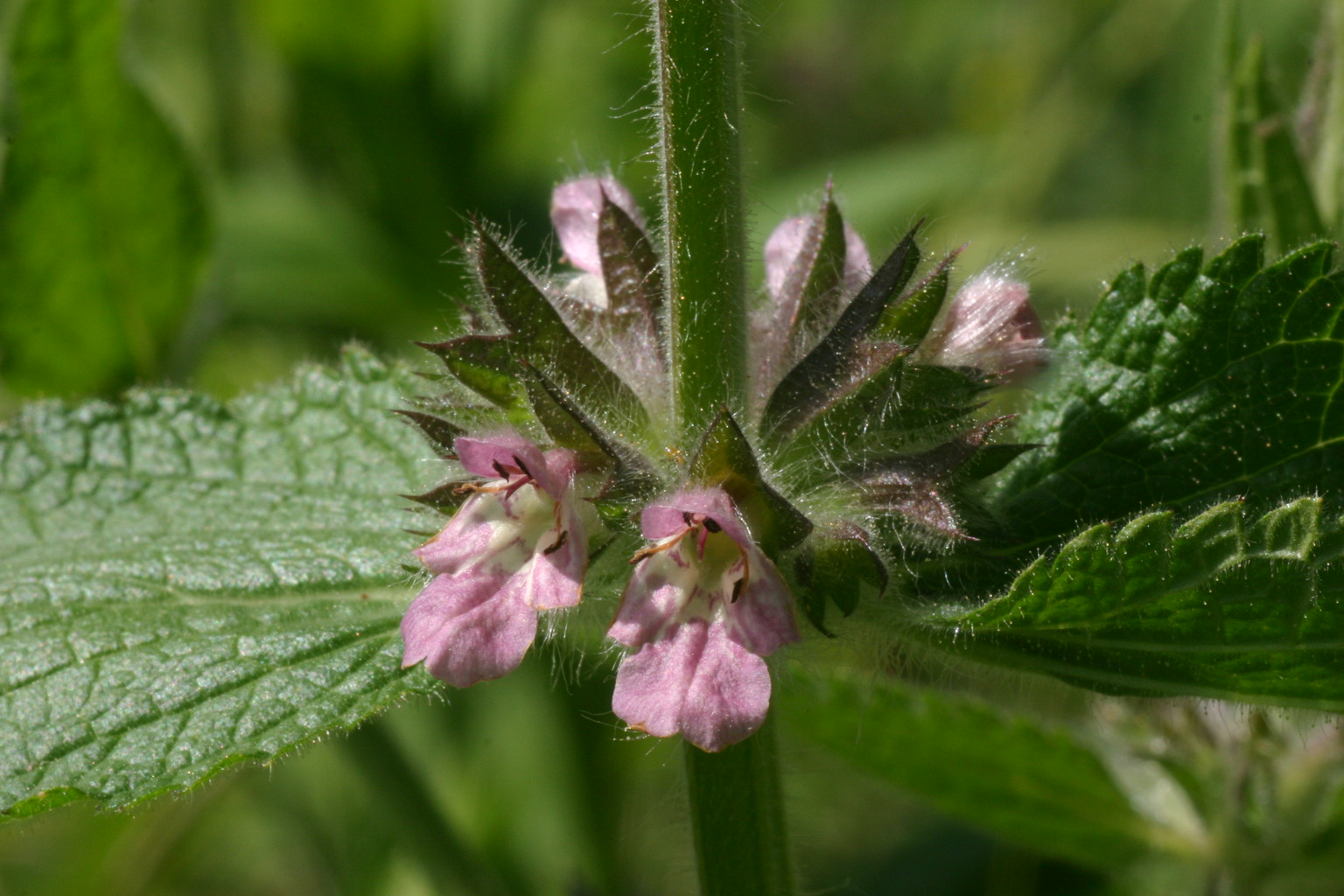
Bloeiwijze